# 몽드 닛신
몽드 닛신(영어: Monde Nissin)는 필리핀의 식음료업 기업이다.